# Lalo Schifrin
Lalo Schifrin (Boris Claudio Schifrin, Buenos Aires, 21 de junio de 1932-Los Ángeles, 26 de junio de 2025) fue un pianista, compositor, arreglista y director de orquesta argentino-estadounidense. Se le conoce por haber compuesto múltiples bandas sonoras de películas y series de televisión, especialmente el tema principal de Misión imposible. A lo largo de su carrera recibió seis Premios Grammy, un Premio Cable ACE, seis nominaciones del Premio de la Academia y cuatro al Premio Emmy. Posee una estrella en el Paseo de la fama de Hollywood.
Recibió en 2018 un Premio Óscar honorario por su trayectoria profesional.

## Biografía
Animado por su padre, violinista sinfónico, Lalo comenzó a tocar el piano a los 6 años, cuyo primer maestro fue Enrique Barenboim, padre del pianista y director de orquesta Daniel Barenboim. Cursó su secundario en el Colegio Nacional de Buenos Aires. En 1952 viajó a Francia para estudiar en el Conservatorio de París y participó de la vida jazzística nocturna parisina.
Tras regresar a Buenos Aires, Schifrin formó una big band. En 1956 conoció al trompetista Dizzy Gillespie, que venía acompañado de Quincy Jones; ambos compartieron un encuentro fortuito en el que improvisaron junto a Schifrin y su joven amigo Astor Piazzolla.
Gillespie luego le encargó que escribiera para él. El trabajo fue una suite de cinco movimientos, titulada Gillespiana, que terminó en 1958.
Ese año se convirtió en el arreglista del músico español Xavier Cugat.
En 1960 se trasladó a Nueva York y se unió al quinteto de Gillespie que, tras grabar "Gillespiana", obtuvo un gran éxito. Schifrin se convirtió en el director musical de Gillespie hasta 1962.
A partir de ese año se centró en su carrera como compositor y director, casi siempre con una orientación de jazz latino y de bossa nova; aceptó, además, en 1963 su primera colaboración con el mundo del cine. Schifrin se traslada a Hollywood, consiguiendo grandes éxitos con sus temas para series como Misión Imposible (1966), Mannix (1967), y Starsky y Hutch (1975-76).
Compuso multitud de bandas sonoras para el cine, tales como la banda sonora de la película Bullitt de Peter Yates (1968) y también de la película de culto de George Lucas THX 1138 (1971). Durante la década de los setenta, escribió la música para películas como The Cincinnati Kid, Bullitt, Cool Hand Luke, Harry el sucio y Enter the Dragon.
Como músico de jazz, escribió la suite Jazz Mass en 1965, y se aproximó al jazz-funk con su disco de 1975 Black Widow. En 1985 recibió el Premio Konex - Diploma al Mérito como uno de los mejores jazzistas de la Argentina. Continuó con su trabajo para el cine a lo largo de la década de los noventa.
Grabó, además, una serie de discos de jazz orquestal llamados Jazz Meets the Symphony, y se convirtió en el principal arreglista de Los Tres Tenores, lo que suscitaría su actual interés por la música clásica.
En 2016 la Cinemateca Francesa le rindió tributo con la edición de The Sound Of Lalo Schifrin, una caja de cinco CD. Además, fue el invitado especial de la tercera edición del Festival de Cine y Música de Películas de La Baule, con un concierto en su honor. "Yo tengo un don. No sé quién me lo dio, pero tengo mucha suerte: a veces, veo una imagen y ya me imagino la música", dijo Schifrin en un reportaje.
Recibió en noviembre de 2018 un Premio Óscar honorario como reconocimiento a su brillante trayectoria profesional.
El 17 y 18 de enero de 2020 se realizaron en su homenaje dos conciertos denominados Tributo a Lalo Schifrin en el Symphony Space de Nueva York, promovidos por la Afro Latin Jazz Orchestra (ALJO) de Arturo O'Farrill. En el programa se incluyen su Suite Gillespiana, obras de Emilio Solla, Pablo Aslan, Guillermo Klein, Sofía Rei, Richard Nant y Horacio Salgán y se estrena Lalo cura la locura de Gabriel Senanes, composición encomendada por la ALJO, con dirección del propio compositor.

## Colaboración sinfónica: Lalo Schifrin y Rod Schejtman
Reconociendo el extraordinario talento de Rod Schejtman tras su victoria en el World Cup of Classical Music, Lalo Schifrin invitó a Schejtman en 2024 a unir fuerzas para componer una obra maestra dedicada a su país. El resultado es una monumental sinfonía de 35 minutos para una orquesta completa de casi 100 músicos. Como tributo a su tierra natal, Argentina, la sinfonía se inspira en la historia de la nación durante los últimos 40 años, entregando un mensaje profundo de esperanza para el futuro. Escrita en tres movimientos, esta obra combina elementos cinematográficos y clásicos, un sello distintivo de la singular colaboración entre Schifrin y Schejtman. Juntos, fusionan de manera impecable la grandiosidad del cine con la profundidad y tradición de la composición sinfónica, creando una colaboración sin precedentes en la carrera de Schifrin.
Esta sinfonía se programó para recorrer las salas de concierto más prestigiosas del mundo, comenzando con su estreno mundial en el histórico Teatro Colón el 5 de abril de 2025, coincidiendo con el centenario del teatro. El concierto prometió ser un momento definitorio en las artes, con una sinfonía destinada a dar forma a la "música clásica del futuro," combinando perfectamente tradiciones atemporales con una perspectiva innovadora.
Sumando prestigio al evento, el estreno también incluiría una interpretación sinfónica del tema de Mission: Impossible, antes del lanzamiento de la nueva película Misión imposible: Sentencia final, protagonizada por Tom Cruise, cuyo estreno se programó para el 23 de mayo de 2025 en los Estados Unidos. El programa incluirá otras partituras cinematográficas célebres de Schifrin, asegurando que el evento cautive a audiencias globales y se consolide como uno de los puntos culturales más esperados del año.

## Filmografía en Argentina
Banda musical
- Venga a bailar el rock (1957)
- El jefe (1958)
- Gillespiana (cortometraje) (1961)
- Los viernes de la eternidad (1981)
- Tango (1998)

## Premios y distinciones
Premios Óscar
| Año  | Categoría                                     | Película                 | Resultado |
| ---- | --------------------------------------------- | ------------------------ | --------- |
| 1968 | Mejor banda sonora – sustancialmente original | La leyenda del indomable | Nominado  |
| 1969 | Mejor banda sonora – sustancialmente original | La zorra                 | Nominado  |
| 1977 | Mejor banda sonora original                   | El viaje de los malditos | Nominado  |
| 1980 | Mejor banda sonora original                   | Terror en Amityville     | Nominado  |
| 1981 | Mejor canción original                        | The Competition          | Nominado  |
| 1984 | Mejor banda sonora adaptada                   | The Sting II             | Nominado  |
| 2019 | Óscar honorífico                              |                          | Ganador   |

Medallas del Círculo de Escritores Cinematográficos
| Año  | Categoría    | Película                 | Resultado |
| ---- | ------------ | ------------------------ | --------- |
| 1998 | Mejor música | Tango, no me dejes nunca | Ganador   |

- Posee una estrella en el Paseo de la fama de Hollywood en el 7000 Hollywood Blvd.[24]